# Trần Minh Vương
Trần Minh Vương (sinh ngày 28 tháng 3 năm 1995) là một cầu thủ bóng đá chuyên nghiệp người Việt Nam hiện đang thi đấu ở vị trí tiền vệ cho Câu lạc bộ bóng đá Trường Tươi Đồng Nai
Anh từng là một trong số ít những cầu thủ trẻ Việt Nam được đánh giá cao về tư duy chiến thuật cũng như kỹ thuật cá nhân, đặc biệt là khả năng sút xa và sút phạt hàng rào.

## Tiểu sử
Sinh ra tại xã Thụy Chính, huyện Thái Thụy, tỉnh Thái Bình, Minh Vương là con út trong gia đình có 2 anh em trai. Từ nhỏ, anh đã sớm bộc lộ tài năng và niềm đam mê với bóng đá. Ở cái tuổi mà nhiều người mới bắt đầu làm quen với bộ môn này, Minh Vương cùng với nhiều bạn đồng trang lứa đã giành được khá nhiều thành tích ở các giải cho thiếu niên.

## Sự nghiệp câu lạc bộ

### Hoàng Anh Gia Lai
Năm 2007, cha của Minh Vương đã đưa con trai mình vào Hàm Rồng để thi vào Học viện HAGL - Arsenal JMG. Thế nhưng, Vương chỉ được chọn vào lớp năng khiếu. Chỉ ba ngày sau khi có kết quả, cha Minh Vương qua đời, gia đình giấu chuyện nên Minh Vương không phát hiện ra cho đến vài tháng sau. Kết quả là, khi nào Minh Vương ghi bàn, anh ấy chỉ lên trời để tưởng nhớ đến cha mình.
Trong nhiều năm liền, anh luôn giữ vị trí đội trưởng và là trụ cột của đội khi thi đấu ở các giải trẻ. Đến tháng 4 năm 2013, anh được huấn luyện viên Choi Yoon Gyum điền vào danh sách đội Hoàng Anh Gia Lai thi đấu tại V.League 1, đánh dấu 1 bước ngoặt mới trên con đường sự nghiệp của anh. Ở V.League 2014, anh nhận được danh hiệu cầu thủ trẻ xuất sắc nhất giải. 
Tháng 3 năm 2024, sau khi Tuấn Anh rời Hoàng Anh Gia Lai, Minh Vương trở thành đội trưởng câu lạc bộ. Sau khi mùa giải V.League 2024-25 khép lại, Trần Minh Vương chính thức chia tay Hoàng Anh Gia Lai sau gần 18 năm gắn bó với Đội bóng phố Núi.

## Sự nghiệp quốc tế

### Đội tuyển trẻ
Đầu năm 2013, anh được gọi lên đội dự tuyển U-19 Việt Nam, nhưng không tham dự giải U-19 Đông Nam Á. Tháng 7 năm 2014, Minh Vương chính thức được gọi trở lại vào đội tuyển U-19 Việt Nam, cùng đội tham gia nhiều giải đấu lớn. Tháng 12 năm 2017, Minh Vương được huấn luyện viên Park Hang-seo triệu tập lên U-23 Việt Nam. Nhưng tiền vệ này đã bất ngờ gặp vấn đề ở cơ đùi sau trong một buổi tập dù đã toả sáng đậm nét với một bàn thắng cùng đường kiến tạo cho Anh Tài ghi bàn. Tháng 7 năm 2018, Minh Vương có tên trong danh sách chính thức 30 cầu thủ U23 Việt Nam tham dự Vinaphone Cup 2018. Tại Asiad 2018, do hậu vệ Nguyễn Thành Chung đã bất ngờ dính chấn thương, nên tiền vệ Trần Minh Vương vừa được huấn luyện viên Park Hang Seo gọi trở lại đội tuyển Olympic Việt Nam ngay trước giờ sang Indonesia. Dấu ấn lớn nhất của Minh Vương ở giải đấu này là bàn thắng siêu phẩm vào lưới đội tuyển Olympic Hàn Quốc ở vòng bán kết.

### Đội tuyển quốc gia
Minh Vương lần đầu tiên được triệu tập vào đội tuyển quốc gia Việt Nam vào năm 2017 để chuẩn bị cho trận đấu với Afghanistan trong khuôn khổ vòng loại Asian Cup 2019. Sau đó, anh tiếp tục góp mặt trong đội tuyển quốc gia tham dự những giải đấu quốc tế như: Asian Cup 2019, King's Cup 2019 và AFF Cup 2020. Ngày 15 tháng 6 năm 2021, trong trận gặp UAE ở vòng loại World Cup 2022, Minh Vương vào sân ở 30 phút cuối trận và có một bàn thắng, một kiến tạo.

## Thống kê sự nghiệp

### Câu lạc bộ
Tính đến ngày 22 tháng 6 năm 2025
| Câu lạc bộ        | Mùa giải | Quốc gia | Quốc gia  | Cúp Quốc gia | Cúp Quốc gia | Châu lục | Châu lục  |
| Câu lạc bộ        | Mùa giải | Số trận  | Bàn thắng | Số trận      | Bàn Thắng    | Số trận  | Bàn Thắng |
| ----------------- | -------- | -------- | --------- | ------------ | ------------ | -------- | --------- |
| Hoàng Anh Gia Lai | 2014     | 15       | 2         | 3            | 1            |          |           |
| Hoàng Anh Gia Lai | 2015     | 15       | 1         | 2            | 0            |          |           |
| Hoàng Anh Gia Lai | 2016     | 24       | 8         | 4            | 2            |          |           |
| Hoàng Anh Gia Lai | 2017     | 17       | 3         | 1            | 1            |          |           |
| Hoàng Anh Gia Lai | 2018     | 25       | 8         | 4            | 0            |          |           |
| Hoàng Anh Gia Lai | 2019     | 25       | 12        | 3            | 1            |          |           |
| Hoàng Anh Gia Lai | 2020     | 11       | 0         | 1            | 0            |          |           |
| Hoàng Anh Gia Lai | 2021     | 11       | 4         | 1            | 0            |          |           |
| Hoàng Anh Gia Lai | 2022     | 24       | 3         | 3            | 0            | 5        | 0         |
| Hoàng Anh Gia Lai | 2023     | 18       | 3         | 2            | 1            |          |           |
| Hoàng Anh Gia Lai | 2023-24  | 24       | 2         | 1            | 0            |          |           |
| Hoàng Anh Gia Lai | 2024-25  | 25       | 3         | 2            | 0            |          |           |
| Tổng cộng         |          | 234      | 49        | 27           | 6            | 5        | 0         |

### Quốc tế
Tính đến ngày 27 tháng 1 năm 2022
| Đội tuyển quốc gia | Năm       | Số trận | Bàn thắng |
| ------------------ | --------- | ------- | --------- |
| Việt Nam           | 2018      | 1       | 0         |
| Việt Nam           | 2019      | 3       | 0         |
| Việt Nam           | 2021      | 2       | 1         |
| Việt Nam           | 2022      | 1       | 0         |
| Việt Nam           | Tổng cộng | 7       | 1         |

### Bàn thắng quốc tế
| #  | Ngày                | Địa điểm                        | Đối thủ | Bàn thắng | Kết quả | Giải đấu                 |
| -- | ------------------- | ------------------------------- | ------- | --------- | ------- | ------------------------ |
| 1. | 15 tháng 6 năm 2021 | Sân vận động Zabeel, Dubai, UAE | UAE     | 2–3       | 2–3     | Vòng loại World Cup 2022 |

## Danh hiệu

### Câu lạc bộ
Đội trẻ Thái Bình
- Á quân Giải bóng đá nhi đồng toàn quốc: 2006

Đội trẻ Hoàng Anh Gia Lai
- Giải vô địch U-17 Quốc gia: 2011
- Giải U-21 Quốc tế Báo Thanh Niên: 2015

### Quốc tế
U-19 Việt Nam
- Á quân Giải vô địch U-19 Đông Nam Á: 2014

U23 Việt Nam/Olympic Việt Nam
- VFF Cup: 2018
- Hạng tư Asiad: 2018

Việt Nam
- Á quân King's Cup: 2019

### Cá nhân
- Bàn thắng đẹp nhất V.League 1 của tháng: Tháng 5 năm 2014, tháng 6 năm 2018, tháng 9 năm 2019
- Cầu thủ trẻ xuất sắc nhất V.League 1: 2013[16], 2014[10]
- Vua phá lưới nội V.League 1: 2019
- Đội hình tiêu biểu V.League 1: 2019